# قهرمانی کشتی جهان ۱۹۲۱
قهرمانی کشتی جهان ۱۹۲۱ دهمین دوره از رقابت‌های قهرمانی جهان می‌باشد که از ۵ تا ۸ نوامبر ۱۹۲۱ در هلسینکی، فنلاند برگزار گردید.

## جدول مدال‌ها
| رتبه           | کشور           | طلا | نقره | برنز | مجموع |
| -------------- | -------------- | --- | ---- | ---- | ----- |
| ۱              | فنلاند         | ۶   | ۴    | ۳    | ۱۳    |
| ۲              | سوئد           | ۰   | ۱    | ۱    | ۲     |
| ۳              | لتونی          | ۰   | ۱    | ۰    | ۱     |
| ۴              | دانمارک        | ۰   | ۰    | ۱    | ۱     |
| ۴              | هلند           | ۰   | ۰    | ۱    | ۱     |
| مجموع (۵ کشور) | مجموع (۵ کشور) | ۶   | ۶    | ۶    | ۱۸    |

## خلاصه مدال‌ها

### فرنگی مردان
| رویداد   | طلا                         | نقره                         | برنز                     |
| ۵۸ ک‌گ    | Väinö Ikonen · فنلاند       | کارلو ماکینن · فنلاند        | Risto Mustonen · فنلاند  |
| ۶۲ ک‌گ    | کاله آنتیلا · فنلاند        | Aleksanteri Toivola · فنلاند | اریک مالمبری · سوئد      |
| ۶۷٫۵ ک‌گ  | اسکار دیوید فریمان · فنلاند | Rūdolfs Ronis · لتونی        | Juho Ikävalko · فنلاند   |
| ۷۵ ک‌گ    | Taavi Tamminen · فنلاند     | Volmar Wikström · فنلاند     | ادوارد وسترلوند · فنلاند |
| ۸۲٫۵ ک‌گ  | Edil Rosenqvist · فنلاند    | رودولف اسونسن · سوئد         | Jan Muijs · هلند         |
| ۸۲٫۵+ ک‌گ | Johan Salila · فنلاند       | Martti Nieminen · فنلاند     | Emil Larsen · دانمارک    |